# Earl of Gloucester
Earl of Gloucester war ein erblicher britischer Adelstitel, der mehrmals in der Peerage of England geschaffen wurde.

## Verleihungen und Geschichte des Titels
Erstmals wurde der Titel 1093 von König Wilhelm II. an den normannischen Adligen William Fitzeustace verliehen. Dessen genaue Herkunft ist unklar, möglicherweise war er ein Sohn von Eustach II., Graf von Boulogne. Jedenfalls erlosch der Titel bereits 1094, als William kinderlos starb.
In zweiter Verleihung wurde der Titel um 1121 von König Heinrich I. für seinen unehelichen Sohn Robert de Caen neu geschaffen. Dessen Enkelin Isabel, die 3. Countess, heiratete 1189 den englischen Prinzen Johann Ohneland,  der aus ihrem Recht den Earlstitel führte. Kurz nachdem Johann 1199 zum König gekrönt worden war, wurde die Ehe wegen zu enger Verwandtschaft annulliert. Anstelle von Isabel setzte König Johann 1200 deren Neffen (Sohn ihrer Schwester Mabel) Amaury de Montfort als Earl of Gloucester ein, der gerade im Frieden von Le Goulet seine Grafschaft Évreux an die französische Krone verloren hatte. Bei Amaurys Tod, um 1213, erhielt Isabel den Titel schließlich zurück. Sie heiratete noch zwei weitere Male, blieb jedoch kinderlos, so dass nach ihrem Tod 1218 ihr Neffe (Sohn ihrer Schwester Amicia) Gilbert de Clare, 4. Earl of Hertford als 4. Earl of Gloucester bestätigt wurde. Dieser hatte bereits 1217 von seinem Vater den Titel Earl of Hertford geerbt; beide Titel waren fortan vereinigt. Als sein Enkel Gilbert de Clare, der 6. Earl, 1295 starb, war dessen Sohn und Erbe, Gilbert de Clare, der 7. Earl, noch minderjährig. Deshalb wurde 1297 aus seinem Recht sein Stiefvater Ralph de Monthermer, der neue Ehemann seiner Mutter Johanna von England († 1307), zum Earl of Hertfort and Gloucester, allerdings nur zu Lebzeiten seiner Ehefrau und höchstens bis zur Volljährigkeit des Erben. Beide Earlstitel erloschen schließlich, als der 7. Earl am 24. Juni 1314 in der Schlacht von Bannockburn starb und keine Nachkommen hinterließ.
In dritter Verleihung wurde der Titel am 16. März 1337 von König Eduard III. an Hugh de Audley, 1. Baron Audley, verliehen. Dieser war der zweite Ehemann von Margaret de Clare († 1342) einer Schwester des verstorbenen 7. Earls. Da die Ehe mit Margaret kinderlos blieb, erlosch der Titel bei seinem Tod am 10. November 1347.
In vierter Verleihung wurde der Titel von König Richard II. für Thomas le Despenser, 2. Baron le Despenser neu geschaffen. Dieser beteiligte sich 1399 am erfolglosen Aufstand gegen König Heinrich IV. („Epiphany Rising“), woraufhin ihm im Dezember 1399 der Earlstitel aberkannt und er im Januar 1400 hingerichtet wurde.

## Liste der Earls of Gloucester

### Earls of Gloucester, erste Verleihung (1093)
- William Fitzeustace, 1. Earl of Gloucester († 1094)

### Earls of Gloucester, zweite Verleihung (um 1121)
- Robert, 1. Earl of Gloucester (1100–1147)
- William FitzRobert, 2. Earl of Gloucester (1116–1183)
- Isabel, 3. Countess of Gloucester († 1217)
  - ⚭ 1189 (⚮ 1199) Johann Ohneland, iure uxoris Earl of Gloucester (1167–1216)
  - Amaury de Montfort, 1200 Earl of Gloucester († vor 1213)
  - ⚭ 1214 Geoffrey FitzGeoffrey de Mandeville, 2. Earl of Essex, iure uxoris Earl of Gloucester († 1216)
  - ⚭ 1217 Hubert de Burgh, 1. Earl of Kent († 1243)
- Gilbert de Clare, 4. Earl of Gloucester, 4. Earl of Hertford (1180–1230)
- Richard de Clare, 5. Earl of Gloucester, 5. Earl of Hertford (1222–1262)
- Gilbert de Clare, 6. Earl of Gloucester, 6. Earl of Hertford (1243–1295)
  - Ralph de Monthermer, 1297–1307 Earl of Gloucester and Hertford (um 1270–1325)
- Gilbert de Clare, 7. Earl of Gloucester, 7. Earl of Hertford (1291–1314)

### Earls of Gloucester, dritte Verleihung (1337)
- Hugh de Audley, 1. Earl of Gloucester († 1347)

### Earls of Gloucester, vierte Verleihung (1397)
- Thomas le Despenser, 1. Earl of Gloucester (1373–1400), Titel aberkannt 1399

## Trivia
In Shakespeares Drama König Lear gibt es auch eine Figur namens „Earl of Gloucester“.